# Gunda Niemann-Stirnemann
Gunda Niemann-Stirnemann, född Kleemann 7 september 1966 i Sondershausen, DDR, är en tysk före detta skridskoåkare.
Hon är en av Tysklands framgångsrikaste utövare av hastighetsåkning på skridskor med åtta olympiska medaljer (tre guld, fyra silver, en brons). Ytterligare meriter är 19 världsmästaretitlar samt flera andra vinster under europeiska och tyska mästerskap. Niemann-Stirnemann slog världsrekord sammanlagt 18 gånger och har redan en sporthall uppkallad efter sig.
Gunda Niemann blev tilldelad Oscar Mathisens pris, den så kallade "Oscarstatuetten", tre gånger 1995-1997.

## Personliga rekord[1]
500 meter – 40,34

1 000 meter – 1.20,57
 
1 500 meter – 1.55,62 

3 000 meter – 4.00,26 

5 000 meter – 6.52,44